# Poljica (Jelsa)
Poljica su mjesto smješteno je na sredini srednjodalmatinskog otoka Hvara (sjeverna strana otoka). Gotovo je identična udaljenost do najistočnije točke otoka Hvara - grada Sućurja kao i do grada Hvara na samom zapadu (o. 43 km). Zbog karakterističnog smjera pružanja otoka (istok-zapad) možemo navesti i susjedna mjesta. Dakle, na istoku to je selo Zastražišće udaljeno svega 3-4 km, dok je Poljicima na zapadu najbliža Jelsa (15 km). Poljica su udaljena 2 km od mora, a godine 2003. je asfaltirana i prilazna cesta za dvije uvale: Malu Stinivu i Zečju.

## Stanovništvo
Današnji broj stalnih stanovnika Poljica iznosi jedva 60-ak i čini ga uglavnom starija populacija. Dok je sredinom 20. stoljeća populacija bila na zavidnoj razini od nekoliko stotina stanovnika, za jedno manje otočno mjesto, postupno se počela smanjivati da bi u konačnici dobili niti 60 stalnih žitelja.
Pri popisu 1869., podaci su sadržani u naselju Zastražišće.
| broj stanovnika | 145   |       | 30    | 233   | 314   | 295   | 297   | 291   | 293   | 287   | 250   | 196   | 130   | 84    | 68    | 59    | 53    |
|                 | 1857. | 1869. | 1880. | 1890. | 1900. | 1910. | 1921. | 1931. | 1948. | 1953. | 1961. | 1971. | 1981. | 1991. | 2001. | 2011. | 2021. |

## Gospodarstvo
Okosnicu gospodarstva u prošlosti su sačinjavale djelatnosti primarnog sektora (poljoprivreda, ribarstvo, ovčarstvo i kozarstvo). U mjestu je slična situacija i u današnje vrijeme, uz napomenu da su se zadnje dvije gore navedene djelatnosti značajno smanjile, dok je poljodjelstvo ostalo vrlo zastupljeno. 
Glavnina poljoprivrede odnosi se na maslinarstvo, vinogradarstvo te uzgoj lavande. Upravo je maslinarstvo zadnjih godina doživjelo procvat. Po nekim istraživanjima upravo je ovaj središnji dio otoka Hvara (u prvom redu Poljica i Zastražišće) najpovoljniji za uzgoj maslina, te se s ovih prostora dobiva jako kvalitetno maslinovo ulje što dokazuju i brojne nagrade maslinarima i uljarima po raznim regionalnim i nacionalnim natjecanjima i okupljanjima u zadnjih nekoliko godina.
Turistički smještaj gotovo da i ne postoji. Mjesto bi u budućnosti moglo pronaći alternativu u pokušaju realizacije nekog oblika seoskog turizma. Dobar pokazatelj navedenoga je i uvala Mala Stiniva koja iz godine u godinu privlači sve veći broj turista.

## Promet
Mjesto Poljica proteže se usporedno s glavnom prometnicom otoka u dužini od tek nekoliko stotina metara. Trenutna prometna povezanost s ostatkom otoka je jako slaba. Godine 2012. počela je obnova dionice Jelsa-Poljica državne ceste D116 te je spomenuta dionica najvećim dijelom dovršena i puštena u promet krajem 2013.g., a manji dio (zaobilaznica oko Jelse) pušten je u promet početkom 2015.g. Poljica je jedno je od planiranih mjesta izgradnje male turističke zračne luke na otoku Hvaru.

## Znamenitosti
Od značajnijih objekata u mjestu valja spomenuti tek crkvu Sv. Ivana Krstitelja, mjesnu uljaru za preradu maslina kao i prostor za proizvodnju lavandina ulja. 

## Infrastruktura
Vodovodni i kanalizacijski sustav nisu planirani u skoroj budućnosti. Upravo je nedostatak infrastrukture jedan od uzročnika procesa depopulacije i preseljavanja mlađeg stanovništva u urbanije sredine na otoku Hvaru ili čak dalje. 